# Normanella confluens
Normanella confluens är en kräftdjursart som beskrevs av Lang 1965. Normanella confluens ingår i släktet Normanella och familjen Normanellidae. Inga underarter finns listade i Catalogue of Life.